# Inga squamigera
Inga squamigera är en ärtväxtart som beskrevs av Leon. Inga squamigera ingår i släktet Inga och familjen ärtväxter. Inga underarter finns listade i Catalogue of Life.